# Gimmersta
Gimmersta è un'area urbana della Svezia situata nel comune di Tyresö, contea di Stoccolma.
La popolazione risultante dal censimento 2010 era di 354 abitanti .